# 春日総合運動公園野球場
春日総合運動公園野球場（かすがそうごううんどうこうえんやきゅうじょう）は、兵庫県丹波市の丹波市立春日総合運動公園内にある野球場。一般的には、愛称である「春日スタジアム」の名で親しまれている。

## 歴史
1996年開場。兵庫県丹波地区のメインスタジアムで、プロ野球・オリックス・バファローズのウエスタン・リーグ公式戦や高校野球の兵庫県予選、中学硬式野球大会などが行われている。
開場当時の自治体は氷上郡春日町で、春日町の所有施設であったが、2004年11月1日に氷上郡の6町が合併して丹波市が発足したことに伴い、丹波市の所有となった。
それを受けて、公式日程上の呼称も「丹波」に変更されたが、施設名については「春日」を引き続き使用している（合併後も「春日町」自体は地名として残っているため）。
町おこしの一環として積極的にプロ野球のウエスタン・リーグ公式戦を誘致しており、オリックスが2016年まで年1回公式戦を開催していた。かつては阪神タイガースも年1回公式戦を開催していた。他では、高校野球兵庫大会の試合会場の1つとなっている。また、2015年には全国高等学校女子硬式野球選手権大会の主会場として使用されており、翌年以降も同じ丹波市内のスポーツピアいちじま（つかさグループいちじま球場）と併用する形で本球場が副会場となる場合がある。
2020年4月よりネーミングライツを導入することとなり、公募の結果、2020年3月12日にわかさ生活との契約が決定。愛称は「ブルーベリースタジアム丹波」であった（2025年3月末に契約満了）。

## 施設概要
- 両翼92m、中堅122m
- 内野：黒土、外野：天然芝
- 収容人数：4,200人（メインスタンド：1,000人、内野スタンド～外野スタンド：3,200人）
  - メインスタンドはベンチ席、 内野スタンド及び外野スタンドは芝生席
- 照明設備：6基完備
- スコアボード：磁気反転式

## 交通
- JR福知山線・黒井駅からタクシーで約15分、もしくはウイング神姫（旧神姫グリーンバス）で三井庄バス停下車、徒歩10分。
  - プロ野球のウエスタン・リーグ公式戦開催時は、黒井駅から無料シャトルバスが運行される。